# Taça de Portugal de Hóquei em Campo
A Taça de Portugal de Hóquei em Campo (Séniores Masculinos) é uma competição por eliminatórias organizada pela Federação Portuguesa de Hóquei, na qual participam os clubes que competem no Campeonato Nacional de Hóquei em Campo.

## Vencedores
| Taça de Portugal de Hóquei em Campo | Taça de Portugal de Hóquei em Campo | Taça de Portugal de Hóquei em Campo | Taça de Portugal de Hóquei em Campo | Taça de Portugal de Hóquei em Campo |
| Época                               | Vencedor                            | Resultado                           | Vencido                             | Ref                                 |
| ----------------------------------- | ----------------------------------- | ----------------------------------- | ----------------------------------- | ----------------------------------- |
| 2018–19                             | União de Lamas                      | 4–0                                 | Juventude HC                        | [ 1 ]                               |
| 2017–18                             | AD Lousada                          | 2–0                                 | Casa Pia AC                         | [ 2 ]                               |
| 2016–17                             | AD Lousada                          | 4–3                                 | União de Lamas                      | [ 3 ]                               |
| 2015–16                             | União de Lamas                      | 4–3                                 | AD Lousada                          | [ 4 ]                               |
| 2014–15                             | AD Lousada                          | 3–2                                 | GDC Carris                          | [ 5 ]                               |
| 2013–14                             | União de Lamas                      | 6–1                                 | AD Lousada                          | [ 6 ]                               |
| 2012–13                             | AD Lousada                          | 5–2                                 | CF Benfica                          | [ 7 ]                               |
| 2011–12                             | AA Espinho                          | –                                   |                                     |                                     |
| 2010–11                             | União de Lamas                      | –                                   |                                     |                                     |
| 2009–10                             | União de Lamas                      | –                                   |                                     |                                     |
| 2008–09                             | União de Lamas                      | –                                   |                                     |                                     |
| 2007–08                             | Ramaldense                          | –                                   |                                     |                                     |
| 2006–07                             | Ramaldense                          | 1–1 ap (3–1 gp)                     | União de Lamas                      | [ 8 ]                               |
| 2005–06                             | União de Lamas                      | –                                   |                                     |                                     |
| 2004–05                             | AD Lousada                          | –                                   |                                     |                                     |
| 2003–04                             | Ramaldense                          | –                                   |                                     |                                     |
| 2002–03                             | AA Espinho                          | –                                   |                                     |                                     |
| 2001–02                             | Ramaldense                          | –                                   |                                     |                                     |
| 2000–01                             | AA Espinho                          | –                                   |                                     |                                     |
| 1999–00                             | AA Espinho                          | 2–1                                 | União de Lamas                      | [ 9 ]                               |
| 1998–99                             | GD Viso                             | –                                   |                                     |                                     |
| 1997–98                             | SC Porto                            | –                                   |                                     |                                     |
| 1996–97                             | SC Porto                            | –                                   |                                     |                                     |
| 1995–96                             | AD Lousada                          | –                                   |                                     |                                     |
| 1994–95                             | Hockey Club de Portugal             | –                                   |                                     |                                     |
| 1993–94                             | SC Porto                            | –                                   |                                     |                                     |
| 1992–93                             | GD Viso                             | –                                   |                                     |                                     |
| 1991–92                             | União de Lamas                      | –                                   |                                     |                                     |
| 1990–91                             | Ramaldense                          | –                                   |                                     |                                     |
| 1989–90                             | Não realizada                       | Não realizada                       | Não realizada                       | Não realizada                       |
| 1988–89                             | União de Lamas                      | –                                   |                                     |                                     |
| 1987–88                             | Ramaldense                          | –                                   |                                     |                                     |
| 1986–87                             | SL Benfica                          | –                                   |                                     |                                     |
| 1985–86                             | Ramaldense                          | –                                   |                                     |                                     |
| 1984–85                             | Ramaldense                          | 5–1                                 | Belenenses                          | [ 10 ]                              |
| 1983–84                             | Ramaldense                          | –                                   |                                     |                                     |
| 1982–83                             | Ramaldense                          | –                                   |                                     |                                     |
| 1981–82                             | SL Benfica                          | 4–2                                 | União de Lamas                      | [ 11 ]                              |
| 1980–81                             | FC Porto                            | 3–1                                 | CF Benfica                          | [ 12 ]                              |
| 1979–80                             | FC Porto                            | 3–1                                 | SL Benfica                          | [ 13 ]                              |
| 1978–79                             | CF Benfica                          | 0–0 ap (1–0 gp)                     | SC Porto                            | [ 14 ]                              |

## Palmarés
| Equipa                  | Títulos | Épocas                                                                                   |
| ----------------------- | ------- | ---------------------------------------------------------------------------------------- |
| Ramaldense              | 10      | 1982–83, 1983–84, 1984–85, 1985–86, 1987–88, 1990–91, 2001–02, 2003–04, 2006–07, 2007–08 |
| União de Lamas          | 9       | 1988–89, 1991–92, 2005–06, 2008–09, 2009–10, 2010–11, 2013–14, 2015–16, 2018-19          |
| AD Lousada              | 6       | 1995–96, 2004–05, 2012–13, 2014–15, 2016–17, 2017–18                                     |
| AA Espinho              | 4       | 1999–00, 2000–01, 2002–03, 2011–12                                                       |
| SC Porto                | 3       | 1993–94, 1996–97, 1997–98                                                                |
| FC Porto                | 2       | 1979–80, 1980–81                                                                         |
| SL Benfica              | 2       | 1981–82, 1986–87                                                                         |
| GD Viso                 | 2       | 1992–93, 1998–99                                                                         |
| CF Benfica              | 2       | 1978–79,1980/81                                                                          |
| Hockey Club de Portugal | 1       | 1994–95                                                                                  |